# بروك لي
بروك أنطوانيت ماهيلاني لي  (بالإنجليزية: Brook Lee)‏ (ولدت في 8 يناير 1971 في مدينة اللؤلؤة، هاواي)، والمعروفة باسم بروك لي، ممثلة أمريكية، مضيفة تلفزيونية، عارضة أزياء وحاملة لقب مسابقة ملكة جمال الذي توجت به في مسابقة ملكة جمال هاواي الولايات المتحدة الأمريكية 1997، ملكة جمال الولايات المتحدة 1997، و ملكة جمال الكون 1997.

## روابط خارجية
- بروك لي - الموقع الرسمي
- بروك لي على موقع IMDb (الإنجليزية)
- بروك لي على موقع قاعدة بيانات الفيلم (الإنجليزية)
- نجوم هونولولو نشرة المادة من 2004 نسخة محفوظة 15 يوليو 2008 على موقع واي باك مشين.